# 藤本盛久
藤本 盛久（ふじもと もりひさ、1923年 - 2016年1月8日）は、昭和期の建築学者である。専門は当時黎明期にあった日本の鉄骨構造建築の広範な学際的、基盤的、先駆的研究。

## 経歴
- 1923年東京に生まれる。
- 1945年（昭和20年）10月再開した旧制東京工業大学建築学科に復学1946年卒業。1948年都立工業専門学校教授、東京工業大学二見秀雄講座で助手、1953年助教授、1962年東京工業大学教授、1982年東京工業大学工学部長。定年退職と同時に招かれて1984年神奈川大学で教授、1990年学長、評議員、1996年理事長。

## 受賞
- 1959年日本建築学会学会賞
- 1984年日本鉄鋼協会浅田賞
- 1985年日本鋼構造協会業績賞
- 1996年日本建築学会大賞
- 2000年勲二等瑞宝章

## 著作・文献
- 鉄骨の構造設計-単行本技報堂出版; 全改訂2版 (1982/06)
- 建築構造設計入門 (基礎シリーズ)
- 建築構造力学入門（基礎シリーズ）
- 新建築学大系40-金属系構造の設計 藤本盛久/橋本篤秀/山田孝一郎/平野道勝/阿部宏正